# Neckera fuscescens
Neckera fuscescens là một loài rêu trong họ Neckeraceae. Loài này được Hook. mô tả khoa học đầu tiên năm 1819.